# Aníbal Escalante
Aníbal Escalante Dellundé (Provincia de Oriente, 1909 -La Habana, Cuba, 11 de agosto de 1977) fue un organizador político y comunista cubano. Uno de los primeros líderes del Partido Socialista Popular (PSP), ocupó brevemente un cargo nacional en Cuba después del triunfo de la Revolución cubana, pero fue purgado luego, debido a su ortodoxia marxista de "vieja línea". Más tarde fue encarcelado por acusaciones de que estaba conspirando con la Unión Soviética para orquestar el derrocamiento del gobierno de Fidel Castro.

## Primeros años

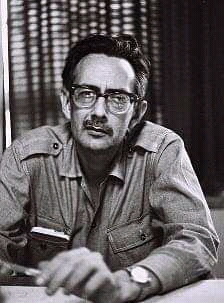
César Escalante, hermano de Aníbal.

Aníbal Escalante nació en 1909, hijo de un veterano de la guerra de Independencia cubana que luchó bajo el mando de Calixto García, Aníbal Escalante Beatón y de Berja Dellundé. Trabajando con Blas Roca y otros, Escalante fue una de las primeras influencias en la formación del Partido Socialista Popular. A partir de 1938, con la legalización del PSP por el gobierno cubano de Fulgencio Batista, Escalante fue director de Hoy, el periódico oficial del partido.

## Ascenso y caída

### Posrevolución

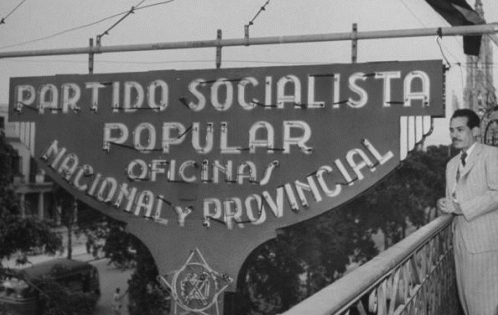
Blas Roca en la sede del Partido Popular Socialista en La Habana, 1945.

En el período inmediatamente posterior al éxito de la revolución cubana en 1959, Aníbal Escalante ocupó un papel destacado en el Partido Socialista Popular. Sin embargo, su ortodoxia marxista y su historia de cooperación con el gobierno depuesto de Fulgencio Batista le dieron una reputación pública escéptica. En gran parte marginados en la política nacional, Escalante y el PSP pasaron a un segundo plano frente a Fidel Castro y su Movimiento 26 de Julio.

Tras la invasión de bahía de Cochinos en abril de 1961, Cuba solicitó ayuda militar a la Unión Soviética. A cambio de la ayuda, el PSP se fusionó con el Movimiento 26 de Julio y el Directorio Revolucionario 13 de marzo en las Organizaciones Revolucionarias Integradas (ORI), antecesora del Partido Comunista de Cuba y Escalante, que contó con el apoyo de Moscú, fue designado su secretario (jefe). Según Juanita Castro, algunos se refieren a este período como el "Anibalato". Juanita Castro señaló que, durante este período:
"su foto apareció en los periódicos con más frecuencia que la de Fidel y más gente de Escalante se abrió camino hacia posiciones de poder".

### Destitución del cargo

#### Razones
Escalante fue destituido de su cargo el 22 de marzo de 1962 por la dirección de la ORI a instancias de Fidel Castro. Escalante, ampliamente considerado como un "comunista de la vieja escuela", fue acusado de construir un partido desconectado del pueblo. En un discurso del 26 de marzo de ese año, Castro describió a Escalante como:
"habiendo promovido el espíritu sectario a su más alto nivel posible, de haber promovido una organización que él controlaba... simplemente se dejó cegar por la ambición personal".
Mientras tanto, en una entrevista de 1966 con una revista egipcia, el Che Guevara dijo que Escalante había usado su cargo para ocupar puestos en el partido con amigos y colegas que disfrutaban de "varios privilegios: hermosas secretarias, coches Cadillac, aire acondicionado." Un cable de la embajada de Polonia en La Habana al Ministerio de Relaciones Exteriores de esa nación, en tanto, dio el siguiente relato de la purga de Escalante que, según informó, le había sido entregado por Blas Roca:
Los motivos [para la destitución de Aníbal Escalante fueron los siguientes]: como secretario de organización de la ORI, AE utilizó métodos de gestión brutales y arbitrarios, así como intrigas tendientes a concentrar en sus manos el control del partido y del aparato nacional. Usó estos métodos con otros compañeros sin importar su afiliación organizativa previa [es decir, si pertenecían al ex Partido Socialista Popular o al "Movimiento 26 de Julio"]. Logró [tomar] el control de una serie de ministerios, entre otros, el Ministerio del Interior; emprendió las gestiones para controlar a los cuadros militares .

#### Importancia
El derrocamiento de Escalante resultó en una relajación de la " atmósfera estalinista " que se había estado desarrollando en Cuba durante los meses anteriores. Timothy Naftali ha sostenido que el despido de Escalante fue un factor motivador detrás de la decisión soviética de colocar misiles nucleares en Cuba en 1962. Según Naftali, a los planificadores de la política exterior soviética les preocupaba que la ruptura de Castro con Escalante presagiara una deriva cubana hacia la República Popular China y buscaron solidificar la relación soviético-cubana a través del programa de bases de misiles.

### Trama de microfacción
Tras su destitución, Escalante pasó 2 años en Checoslovaquia. Regresó y continuó como activista del Partido Comunista de Cuba, sin embargo, en 1967 fue acusado de formar parte de una facción de exmiembros del Partido Socialista Popular que estaban desarrollando vínculos directos con los gobiernos de Europa Oriental fuera de los canales normales. Las denuncias involucraban a funcionarios de la embajada soviética en La Habana quienes, afirmó Raúl Castro, estaban conspirando con Escalante para orquestar el derrocamiento del gobierno cubano. Escalante y sus cómplices fueron acusados de actividades contrarrevolucionarias y, en febrero de 1968, fue declarado culpable y condenado a 15 años de prisión, aunque luego fue puesto en libertad en 1971. La depuración de la "microfacción" "prosoviética" Escalante dentro del partido estuvo acompañada de la fuerte denuncia de la URSS por parte de Fidel Castro ante la Organización Latinoamericana de Solidaridad. Un informe de 1983 de la Comisión Interamericana de Derechos Humanos afirma que el encarcelamiento de Escalante marcó el fin del pluralismo político dentro del Partido Comunista de Cuba, afirmando que:
"desde la derrota y encarcelamiento en 1968 de la llamada 'microfacción' dentro del régimen cubano Partido Comunista, dirigido por Aníbal Escalante, no ha habido oposición efectiva al poder político en Cuba”.

## Vida personal
Escalante murió a la edad de 67 años, de una grave enfermedad, el 11 de agosto de 1977, en La Habana. Había sido funcionario de una granja agrícola en el pueblo de Nueva Paz, en la actual provincia de Mayabeque, Cuba.
El sobrino de Escalante, Pedro Aníbal Riera Escalante, trabajó como cónsul en la embajada de Cuba en la Ciudad de México de 1986 a 1991. En 2000, Riera salió de Cuba de manera encubierta y regresó a México, donde solicitó asilo. Su solicitud fue rechazada por el gobierno mexicano y fue deportado a Cuba. Según Riera, su asignación consular anterior en México era una tapadera oficial y él era, de hecho, un oficial de inteligencia cubano.